# Альоховщина
Альоховщина — найбільше село Лодєйнопольського району Ленінградської області. Адміністративний центр Альоховщинського сільського поселення.  

## Географія
Село розташовано  у центральній частині Лодєйнопольського району на берегах річки Оять серед соснових лісів та кришталевих озер. Координати: 60°24′15″ пн. ш. 33°51′20″ сх. д.
Село перетинають автошляхи Р36 (Лодєйне Поле — Тихвін — Будогощ) і Н147 (Доможирово — Гоморовичі).
Відстань від районного центру — 47 км.
Відстань до найближчої залізничної станції Лодєйне Поле — 45 км.

## Історія
Колись ці землі заселяли фіно-угорські племена вепсів. Потім територію почали заселяти переселенці-слов'яни, які асимілювали місцеве населення.
У Середні віки територія сучасної Альоховщини входила до складу Новгорода, пізніше Швеції, а потім Росії.   

Перша писемна згадка зустрічається на карті Санкт-Петербурзької губернії Ф. Ф. Шуберта у 1834 року, як село Олеховшина.
Алеховщина — село належить Урядовому відомству, кількість мешканців за переписом: 18 чол., 25 жін. (1838 рік)
Алеховщина — село Відомства державного майна, число дворів — 9, число душ — 25 осіб (1856 рік)
Алеховщина — село урядове при річці Оять, число дворів — 9, число мешканців: 32 чол., 29 жін.; Церква православна (1862 рік)
Збірник Центрального статистичного комітету описує село так:
Алеховщина — колишнє державне село на річці Ояті, дворів — 14, мешканців — 46; Волосне управління (до повітового міста 112 верст), 2 лавки, заїзний двір. Через 1 милю — церква православна. У 5 верстах — Введенський Островський монастир. (1885 рік).
Згідно статистичних матеріалів народного господарства Новоладожського повіту за 1891 рік пустир при селищі Альоховщина площею 198 десятин належав місцевому селянину С. М. Хвольковскому, який його придбав у 1879 році за 2000 рублів..
У кінці XIX — початку XX століття, село адміністративно належало до Субочинської волості 3-го стану Новоладожського повіту Санкт-Петербурзької губернії.
1917–1922 рр. село у складі Альоховщинської сільради Субочинської волості Новоладожського повіту.
1922 року — у складі Лодєйнопольського повіту. 
1926 року населення села становило 219 осіб.
До лютого 1927 року село було адміністративним центром Субочинської волості. З лютого 1927 року перебувало у складі Шапшинської волості, з листопада 1927 року — районний центр Оятського району. 
За даними 1933 року село Альоховщина було адміністративним центром Альоховщинської сільради Оятського району, до якого входили 15 населених пунктів: села Альоховщина, Афоніно, Власовщина, Вязікіничі, Гайгово, Гедевечі, Гонгіничі, Зуєво, Ігокіничі, Ляжозеро, Новосьолок, Попкіно, Стогови, Сторожево, Яківково. Загальна чисельність населення становила 1627 осіб..
За даними 1936 року до складу Альоховщинської сільради входило 13 населених пунктів, 469 господарств і 10 колгоспів..
У роки Німецько-радянської війни Альоховщина перебувала в прифронтовому районі, про що нагадує обеліск на братській могилі. 
1955 рік — у складі Лодєйнопольського району.
За даними 1966 і 1973 років село Альоховщина також було адміністративним центром Альоховщинської сільради, у селі розташовувались центральні садиби радгоспів «Альоховщина» і «Оятський» .
За даними 1990 року в селі Альоховщина мешкало 1862 осіб. Село було адміністративним центром Альоховщинської сільради до якої належали 16 населених пунктів: села Валданиці, Вязиковичі, Гайгово, Гонгіничі, Заозер'є, Ігокіничі, Кідебра, Кяргіно, Мустіничі, Новинка, Пойкімо, Субочениці, Чагониці, Шахтіниці; село Альоховщина; селище Шархіничі. Загальна чисельність — 2799 осіб.
В 1997 році в селі Альовщина Альоховщинської волості мешкало 1835 осіб, в 2002 році — 1882 осіб (росіян — 85 %).
В 2006 році село Альоховщина приєдналось до складу Альоховщинського сільського поселення. У 2007 році в селі Альоховщина мешкало — 1668 осіб, у 2010 році — 1599 осіб, у 2014 році — 1 591 осіб.

## Демографія
| Чисельність населення | Чисельність населення | Чисельність населення | Чисельність населення | Чисельність населення | Чисельність населення | Чисельність населення |
| 1838                  | 1862                  | 1885                  | 1926                  | 1990                  | 1997                  | 2007                  |
| --------------------- | --------------------- | --------------------- | --------------------- | --------------------- | --------------------- | --------------------- |
| 43                    | ↗61                   | ↘46                   | ↗219                  | ↗1862                 | ↘1835                 | ↘1668                 |
| 2010                  | 2014                  | 2015                  | 2016                  |                       |                       |                       |
| ↘1599                 | ↘1591                 | ↘1584                 | ↗1602                 |                       |                       |                       |

## Господарство і соціальна сфера
З давніх часів відомо, що місцеве населення займалося гончарним мистецтвом, так як околиці Альоховщини багаті покладами унікальної червоної глини. З неї племена вепсів ліпили різноманітні вироби (горщики, миски, дитячі іграшки та ін.). У XVIII столітті гончарне виробництво набуло широкого розмаху. Пізніше місцеві майстри виготовляли з глини на замовлення деякі елементи інтер'єру Ермітажу, який у ті часи пережив сильну пожежу.
Найбільш відомі вироби — Оятські іграшки. Переважно виготовляли сюркалки у вигляді тварин та птахів.  
1969 року село Альоховщина стало гончарним центром Ленінградській області, де працювали майстри з червоною глиною використовуючи елементи традиційних розписів і форм даної місцевості. Приблизно у той же час, було створено Альоховщинський цех керамічних виробів у складі Ленінградського обласного об'єднання народних промислів. На базі цього підприємства у 1991 році створили МГП «Оятська кераміка», 1992 року — ТОО, а 1999 року — ООО «Оятська кераміка».
Після пожежі у 2004 році було створено Центр відродження ремесел в селі Альоховщина.   
На січень 2014 року було зареєстровано: господарств — 684, приватних будинків — 359
На січень 2015 року зареєстровано: господарств — 662, мешканців — 1584.
У селі розташовані: школа, Будинок культури, майстерня гончарних виробів. Відкрито музей, у якому представлені вироби місцевого гончарного промислу.

## Пам'ятки
- Дерев'яна церква Архістратига Михайла побудована у 1730 році. Перед Другою світовою війною, 1939 року, церкву зачинили, а під час війни там діяв шпиталь. Пізніше церкву використовували як сховище для зберігання картоплі. 1989 року церква знов стала діючою, у ній були проведені реставраційні роботи і на даний час регулярно проводяться відправи.